# 益通國際集團
益通國際集團有限公司（上市原代號：0530.HK），曾是香港交易所上市，也是曾經經營電子業務，其後發生財政問題，被廣南（集團）收購後，由廣益國際取代上市，之後現時高銀金融。

## 連結
- 高銀金融資料
- 原扶贫状元温惜今因诈骗被撤深圳荣誉市民称号[永久]
- 前益通國際主席串騙一億囚 51月 蘋果日報